# Ebba Brahes ring
Ebba Brahes ring är en roman skriven av Jenny Maria Ödmann under pseudonymen J-y Brn. Boken trycktes hos Iduns Kungliga Hofboktryckeri 1902, medan titel och omslag trycktes hos Beijers bokförlagsaktiebolag 1903 i Stockholm. I likhet med flera andra av Ödmanns böcker hade Ebba Brahes ring först publicerats som följetong.
Dolda brott är en direkt fortsättning av Ebba Brahes ring.